# مایکل شرد
مایکل شرد (انگلیسی: Michael Sheard; ۱۸ ژوئن ۱۹۳۸ – ۳۱ اوت ۲۰۰۵) یک هنرپیشه اهل بریتانیا بود.
از فیلم‌ها یا برنامه‌های تلویزیونی که وی در آن نقش داشته‌است می‌توان به امپراتوری ضربه می‌زند، ایندیانا جونز و آخرین جنگ صلیبی، در جبهه غرب خبری نیست، نیروی ۱۰ از ناوارون، دادگاه جزا، یخ سبز و جنون اشاره کرد.